# 馬格努斯四世
馬格努斯四世（約1115年—1139年11月12日），被稱為“盲人馬格努斯”。挪威國王（1130年－1135年 及 1137年－1139年）。他作為國王的時期標誌著挪威內戰時代的開始，一直持續到1240年。

## 生平
馬格努斯四世是挪威國王西居爾一世和妾侍博格希爾·奧拉夫斯多塔的兒子。當西居爾一世於1130年去世時，馬格努斯四世與他的叔叔哈拉爾·吉勒一起成為挪威國王。經過四年不容易的和平後，馬格努斯四世開始公開準備對哈拉爾·吉勒發動戰爭。1134年8月9日，馬格努斯四世在布胡斯的Färlev的決定性戰爭中擊敗了哈拉爾·吉勒，哈拉爾·吉勒逃往丹麥。
在他的謀臣反對下，馬格努斯四世解散了他的軍隊，並前往卑爾根過冬。哈拉爾·吉勒隨後帶着一支新軍隊和丹麥國王埃里克二世的支持下返回挪威。幾乎在沒有人抵抗下，在聖誕節前到達卑爾根。由於馬格努斯四世軍隊只剩下很少，這座城市於1135年1月7日很容易地被哈拉爾·吉勒的軍隊攻陷。馬格努斯四世被捕並被廢黜。他被弄盲、閹割及切去一條腿，並被投入監獄。在此之後，他被稱為盲人馬格努斯（Magnus Sigurdsson den blinde）。
馬格努斯四世被安置在特隆赫姆峽灣的修士島的尼達空修道院，在那裡他花了一些時間作為僧侶。哈拉爾·吉勒於1136年被另一位王位覬覦者西居爾·馬格努森殺害，西居爾·馬格努森自己於1135年宣布成為國王。為了支持他的野心，西居爾·馬格努森將馬格努斯四世從修道院帶回來並任命他為共治國王。其後，他們決定分散他們的部隊，馬格努斯四世前往支持他為國王的東挪威。可惜在那裡，他被國王英格一世的部隊在明尼戰役中擊敗。然後他逃到哥特蘭，隨後逃往丹麥，並試圖在那裡獲得對他的支持。可是丹麥國王埃里克二世（Erik Emune）企圖入侵挪威慘遭失敗。
馬格努斯四世然後重新加入西居爾·馬格努森的部隊，但他們二人在挪威繼續得不到支持。經過一段時間，他們變得似匪徒而不是國王，他們在1139年11月12日的最後一場戰鬥中遇到英格一世和西居爾二世的部隊。馬格努斯四世在奧斯陸峽灣的瓦勒爾南部霍爾蒙格海戰中摔倒，忠誠的守衛Reidar Grjotgardsson在最後的戰鬥中舉起他的國王馬格努斯四世，但是一把長矛將二人刺穿。馬格努斯四世被埋葬在奧斯陸的聖哈爾瓦德教堂。為了紀念國王盲人馬格努斯而興建一座紀念碑在東福爾郡Skjeberg的農場。

## 挪威內戰
在挪威歷史的內戰時期（1130-1240），有幾個不同規模和強度的互聯衝突。這些衝突的背景是由於不明確的挪威繼承法，社會條件以及教會與國王之間的鬥爭而成。然後有兩個主要政黨，首先以不同的名字或根本沒有名字，但最終以牧杖黨和樺樹皮鞋黨兩派為名。當其中一派會因為出現一位王子，或者是因為他們的追隨者聲稱自己是國王的私生子而集結，令現任的國王地位不穩，以反對國王統治而打擊敵對派系。（牧杖黨和樺樹皮鞋黨直到在馬格努斯四世逝世後大約30年後才存在，雖然是不是同一戰爭，但是在同一歷史系列的衝突中）。

## 外部連結
- Saga of Magnus the Blind and of Harald Gille （页面存档备份，存于）
- Saga of Sigurd, Inge, and Eystein, the Sons of Harald （页面存档备份，存于）

| 馬格努斯四世 金髮王朝出生于：約1115年逝世於：1139年11月12日 | 馬格努斯四世 金髮王朝出生于：約1115年逝世於：1139年11月12日 | 馬格努斯四世 金髮王朝出生于：約1115年逝世於：1139年11月12日 |
| 統治者頭銜                                                  | 統治者頭銜                                                  | 統治者頭銜                                                  |
| ----------------------------------------------------------- | ----------------------------------------------------------- | ----------------------------------------------------------- |
| 前任者： 西居爾一世                                         | 挪威國王 1130年－1135年 與哈拉爾四世同時在任                | 繼任者： 哈拉爾四世                                         |
| 前任者： 哈拉爾四世                                         | 挪威國王 1137年－1139年 與西居爾二世同時在任 英格一世       | 繼任者： 西居爾二世 英格一世                                |